# 賽螃蟹
賽螃蟹是一道中國菜，為一種以蛋白模仿蟹肉的菜式。

## 歷史
相傳清帝國的實際掌權者慈禧太后，有一天突然想吃螃蟹，但北京遠離海岸，無法在當天獲取螃蟹做御膳，為了不觸怒太后，御廚便利用雞蛋的蛋白，用油炒成蟹肉的模樣，結果深受慈禧太后的喜愛，由於味道可媲美真正的蟹肉，於是被名為「賽螃蟹」，這道菜式其後傳到上海，並在上海發揚光大。